# ミッシング・レポート
『ミッシング・レポート』（原題:Spinning Man）は2018年に公開されたアメリカ合衆国のミステリ映画である。監督はサイモン・カイザー、主演はガイ・ピアースが務めた。本作はジョージ・ハラが2003年に上梓した小説『悩み多き哲学者の災難』を原作としている。
本作は日本国内で劇場公開されなかったが、2020年4月24日にDVDが発売された。

## 概略
哲学者のエヴァン・バーチは名門大学で教鞭を執っていた。公私ともに充実した生活を送っていたエヴァンだったが、ある日、女子高校生の失踪に関与したとの疑惑をかけられてしまった。しかも、マロイ刑事の執念の捜査によって、エヴァンが教え子に手を出していたことが露見した。その結果、エヴァンは妻のエレンからも疑いの目を向けられるようになった。エヴァンの置かれた立場がどんどん悪化していく中、ついに最悪の事態が発生してしまう。

## キャスト
- エヴァン・バーチ博士：ガイ・ピアース
- ロバート・マロイ刑事：ピアース・ブロスナン
- エレン・バーチ：ミニー・ドライヴァー
- アンナ：アレクサンドラ・シップ
- ジョイス：オデイア・ラッシュ
- ポール：クラーク・グレッグ
- ロス：ジェイミー・ケネディ
- メアリー：フレイヤ・ティングレイ

## 製作・マーケティング
2016年5月12日、ペーテル・フリントが本作の監督に起用されると共に、ニコライ・コスター＝ワルドー、グレッグ・キニア、エマ・ロバーツの出演も決まったと報じられた。2017年4月、企画が仕切り直しとなり、サイモン・カイザーが監督に起用され、ガイ・ピアース、ピアース・ブロスナン、アレクサンドラ・シップ、ミニー・ドライヴァー、ジェイミー・ケネディがキャスト入りした。5月30日、クラーク・グレッグの起用が発表された。11月27日、ジャン＝ポール・ウォールが本作で使用される楽曲を手がけるとの報道があった。
2018年2月7日、本作のオフィシャル・トレイラーが公開された。

## 評価
本作に対する批評家の評価は平凡なものに留まっている。映画批評集積サイトのRotten Tomatoesには12件のレビューがあり、批評家支持率は42%、平均点は10点満点で5.3点となっている。また、Metacriticには7件のレビューがあり、加重平均値は44/100となっている。